# 官湖駅
官湖駅（かんこえき、中文表記: 官湖站）は、中華人民共和国広東省広州市増城区環城路と茅山大道と石新路の交差点にある広州地下鉄13号線の駅である。駅番号は13/10。

## 歴史
- 2017年12月28日：開業[1]。

## 駅構造
島式ホーム1面2線を有する地下駅。新塘側には、官湖車両基地に接続する引き上げ線2線が設置されています。

### のりば
| 番線 | 路線     | 行先     |
| ---- | -------- | -------- |
| 1    | ■ 13号線 | 新沙方面 |
| 2    | ■ 13号線 | 魚珠方面 |

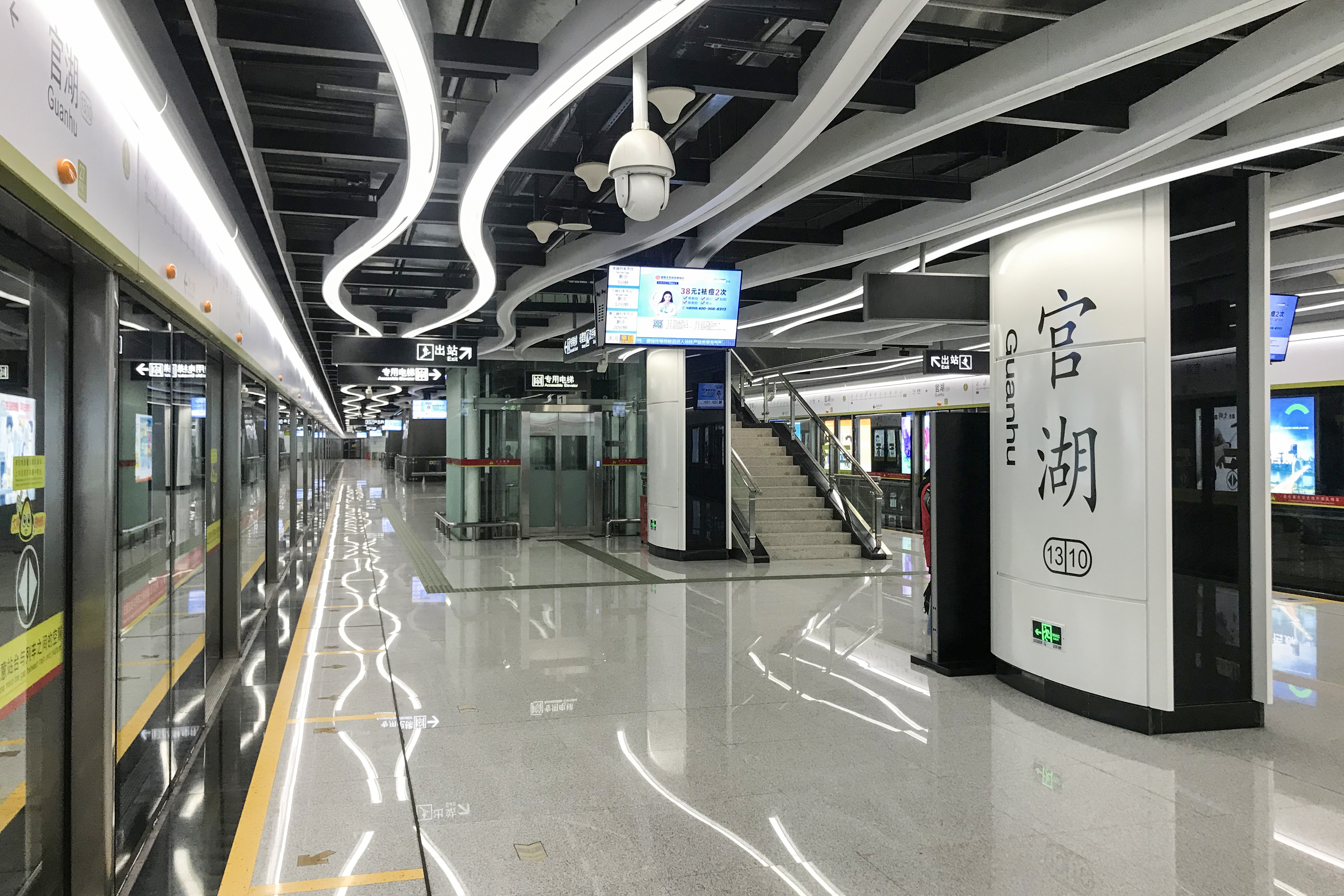
ホーム
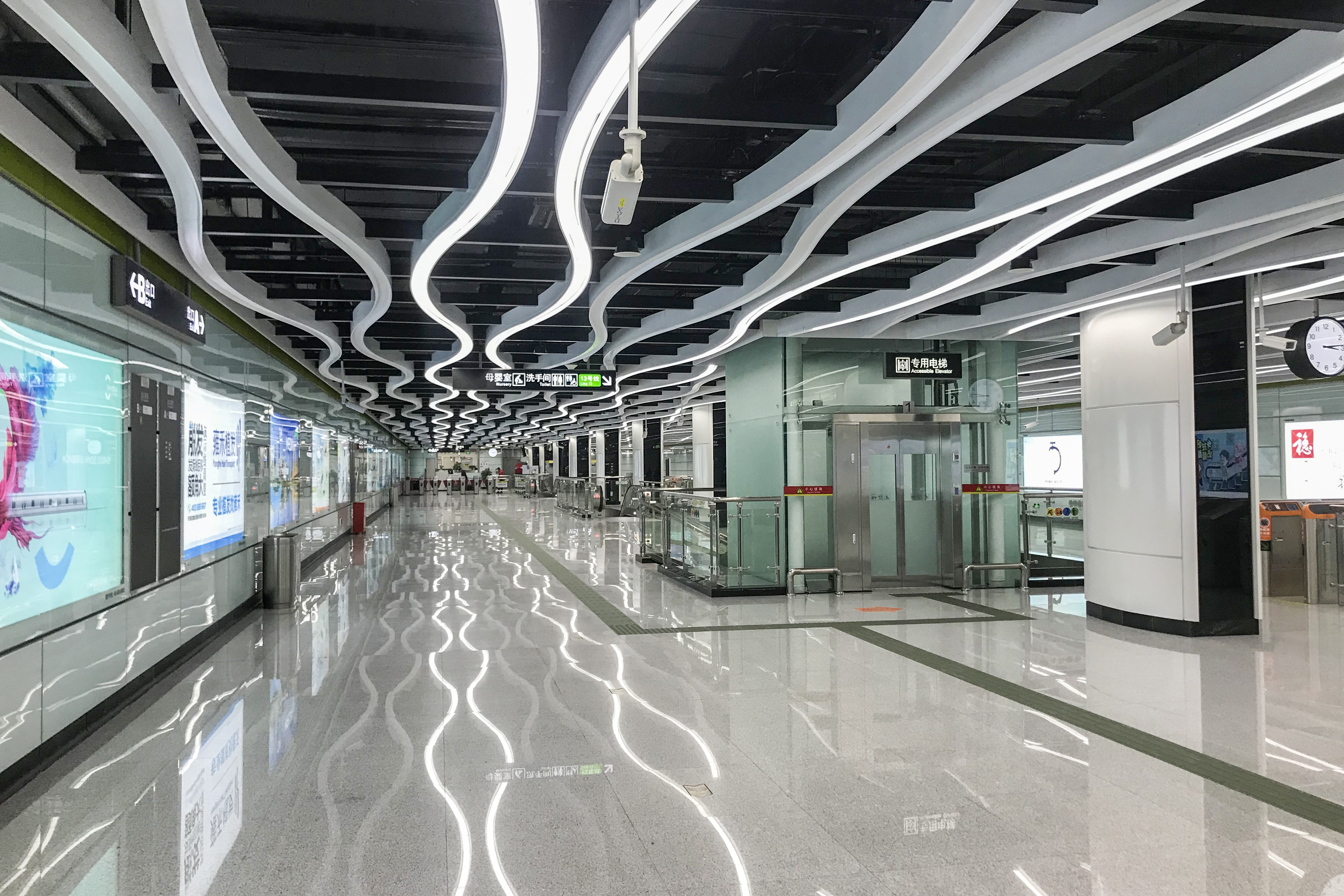
コンコース

## 駅周辺
- 官湖村
- 広州地下鉄官湖車両基地（中国語版）
  - 星図花園（車両基地の上で開発が行われている新興住宅地）

## 隣の駅
広州地下鉄
■ 13号線
新塘駅 1309 - 官湖駅 1310 - 新沙駅 1311